# Sergio Pola

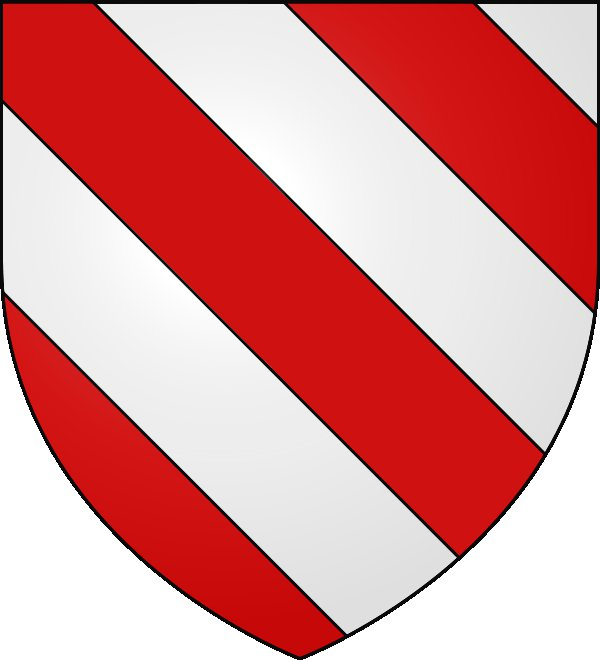
Wappen der Grafen Pola

Sergio Pola (* 1. November 1674 in Treviso; † 9. Februar 1748 ebenda) war Titularbischof von Famagusta.

## Leben
Er entstammte einem alten Adelsgeschlecht der Grafen Pola, das in Italien sowie in Böhmen lebte. Am 24. Mai 1698 empfing er das Sakrament der Priesterweihe und war zunächst in Padua tätig. 1706 lehnte er das Angebot, Bischof von Adria zu werden ab und wurde stattdessen Titularbischof von Famagusta. Die Bischofsweihe spendete ihm im November 1706 der Bischof von Padua, Kardinal Giorgio Cornaro; Mitkonsekrator war Giovanni Francesco Barbarigo, der Bischof von Verona. Sergio Pola wirkte bei der Seligsprechung des Kardinals Gregorio Barbarigo mit.
Er starb 1748 in Treviso und wurde in der dortigen Kirche Santa Caterina beigesetzt.